# Karuizawa
Karuizawa (軽井沢町 Karuizawa-machi?) es un pueblo en la prefectura de Nagano, Japón, localizado en la parte central de la isla de Honshū, en la región de Chūbu. El 1 de marzo de 2021 tenía una población estimada de 19 648 habitantes y una densidad de población de 126 personas por km². Karuizawa organizó eventos ecuestres en los Juegos Olímpicos de Tokio 1964, así como también curling en los Juegos Olímpicos de Invierno de 1998.

## Geografía
Karuizawa se encuentra en el este de la prefectura de Nagano, limita con la prefectura de Gunma al norte, este y sur. Está ubicado en una llanura elevada al pie del monte Asama, uno de los volcanes más activos de Japón. La montaña está clasificada como un volcán activo de Categoría A. Se detectó una pequeña erupción en junio de 2015, una erupción más significativa que arrojó rocas calientes y una columna de cenizas se produjo en febrero de 2015. La erupción más destructiva de Asama en la historia reciente registrada tuvo lugar en 1783, cuando murieron más de 1000 personas. El volcán es monitoreado activamente por científicos y está prohibido escalar cerca de la cumbre.

## Historia
El área del actual Karuizawa era parte de la antigua provincia de Shinano, y se desarrolló como Karuisawa-shuku, una estación en del Nakasendō, una ruta que conecta Edo con Kioto durante el período Edo.

## Demografía
Según los datos del censo japonés, la población de Karuizawa ha aumentado en los últimos 50 años.
| Gráfica de evolución demográfica de Karuizawa entre 1940 y 2015 |
|                                                                 |
| Oficina de Estadísticas de Japón                                |